# George Kelly (dramaturge)
Pour les articles homonymes, voir George Kelly et Kelly.
George Edward Kelly (né le 16 janvier 1887 à Philadelphie et mort le 18 juin 1974 à Bryn Mawr, en Pennsylvanie) est un dramaturge, scénariste, réalisateur et acteur américain.

## Biographie
George Kelly est notamment connu pour la pièce Craig's Wife (1926) qui lui vaut le Prix Pulitzer de l'œuvre théâtrale en 1926.

### Vie privée
Il est l'oncle de Grace Kelly.